# Източна зелена мамба
Източната зелена мамба (Dendroaspis angusticeps) е отровна змия от семейство Аспидови (Elapidae).

## Физически характеристики
Най-малкият вид Мамба, който на дължина достига максимум 2 метра. Женските са по-едри от мъжките. Цветът и е ярко изумрудено зелено с лек жълтеникъв оттенък. Има и чисто жълти екземпляри. Коремът е жълт или тревно зелен. Главата е тънка, издължена, отделена от тялото. Очите са кръгли, зелени. Отровните зъби са предни, малки. Отровата е невротоксична, предизвиква бърза парализа. По-слаба е от тази на другите видове Мамби.

## Разпространение и местообитание
Обитава югоизточна Африка — ЮАР, Зимбабве, Замбия, Мозамбик, Танзания, Малави.

## Начин на живот, бележки
Изключително дървесен вид. Предпочита редки гори, крайбрежни храсталаци. Храни се с Птици, Гущери, Жаби. За разлика от другите видове Мамба, Източната е спокойна и неагресивна. Ухапванията от нея са резултат главно на човешко невнимание. Около 70% от тях имат фатален изход. В плантациите в югоизточна Африка загиват около 30 - 40 души годишно от ухапване на Източна Зелена Мамба. Често се бърка с Бумсланг и Мамба на Джеймсън.